# Marie Alexandrovna Romanovová
Marie Alexandrovna Romanovová (17. října 1853, Carské Selo, Rusko – 24. října 1920, Curych, Švýcarsko) byla rodem ruská velkokněžna a sňatkem vévodkyně z Edinburghu a vévodkyně sasko-kobursko-gothajská.

## Biografie

### Původ, mládí
Marie se narodila jako nejmladší dcera ruského cara Alexandra II. a jeho manželky, carevny Marie Alexandrovny z hesenské dynastie. Jako taková byla tetou posledního ruského cara Mikuláše II., zavražděného v roce 1918.

### Manželství, potomci

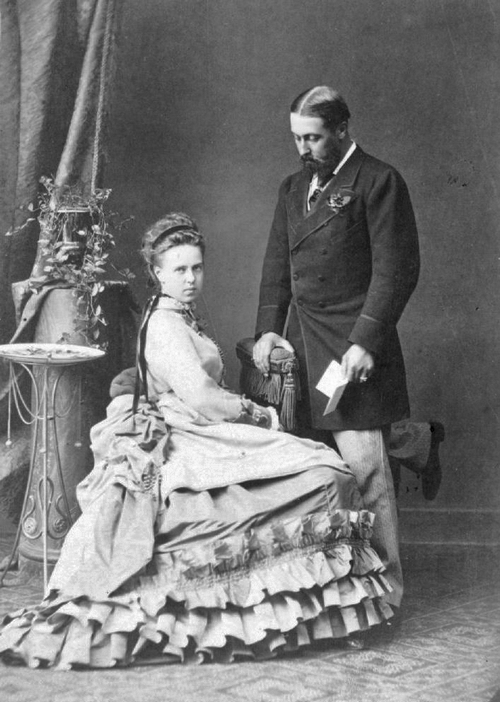
Portrétní fotografie Marie Alexandrovny s manželem

U příležitosti pobytu carevny Marie Alexandrovny a velkokněžny Marie na zámku Heiligenberg u carevnina bratra Alexandra a jeho morganatické manželky Julie von Hauke se poznala s Alfrédem, vévodou z Edinburghu, druhým synem britské královny Viktorie; manželem Alfrédovy sestry Alice byl Mariin bratranec Ludvík Hesenský. 23. ledna roku 1874 se Marie v Zimním Paláci v Petrohradě za Alfréda provdala, třebaže matky snoubenců nebyly sňatku nakloněny – Rusko bylo od Krymské války nepřítelem Británie.
Mariin otec dal dceři jako věno v té době neslýchanou sumu 100 000 liber, navíc pak ještě každoroční příspěvek ve výši 20 000 liber. Vévoda a vévodkyně z Edinburghu přibyli do Londýna 12. března. Londýnská high society Marii však nepřijala a shledávala ji příliš povýšenou a arogantní, Marie zase hleděla na britskou královskou rodinu s despektem. Problémy nastaly hned po svatbě stran zařazení Marie v hierarchii královské rodiny. Car Alexandr II. trval na tom, aby byla jeho dcera oslovována nikoli jako «Vaše královská Výsost», ale jako «Vaše císařská Výsost» a aby měla přednost před princeznou waleskou, tedy manželkou následníka trůnu. Královna Viktorie vyhlásila, že titul «Její královská Výsost», jejž získala sňatkem, bude změněn na «Její císařská Výsost», který jí náležel podle původu. Krom toho ovšem byla novopečená vévodkyně uražena také proto, že princezna waleská (Alexandra Dánská), dcera "pouze" dánského krále Kristiána IX., má přednost před ní, dcerou ruského cara. Po svatbě byla titulována «Její královská Výsost, «Její královská a císařská Výsost», a «Její císařská a královská Výsost». Královna Viktorie jí dala první místo po princezně waleské.
Snad i pro tyto okolnosti manželství nebylo příliš šťastné, vévodkyně navíc platila za bezcitnou a tvrdou osobu. Narodilo se z něho šest dětí, čtyři dcery a dva synové.
- Alfréd Alexandr Vilém Ernest Albert (15. října 1874 – 6. února 1899), spáchal sebevraždu
- Marie Alexandra Viktorie (29. října 1875 – 18. července 1938), ⚭ 1893 Ferdinand I. Rumunský (24. srpna 1865 – 20. července 1927), rumunský král od roku 1914 až do své smrti
- Viktorie Melita (25. listopadu 1876 – 2. března 1936)
⚭ 1894 Arnošt Ludvík Hesenský (25. listopadu 1868 – 9. října 1937), hesenský vekovévoda, manželé se rozvedli v roce 1901
⚭ 1905 Kirill Vladimirovič Ruský (12. října 1876 – 12. října 1938), ruský velkokníže
- Alexandra Luisa Olga Viktorie (1. září 1878 – 16. dubna 1942), ⚭ 1896 Arnošt II. Hohenlohe-Langenburský (13. září 1863 – 11. prosince 1950), kníže z Hohenlohe-Langenburgu a v letech 1900 až 1905 regent Sasko-kobursko-gothajského vévodství
- mrtvě narozený syn (*/† 13. října 1879)
- Beatrix Leopoldina Viktorie (20. dubna 1884 – 13. července 1966), ⚭ 1909 Alfonso z Galliery (12. listopadu 1886 – 6. srpna 1975), vévoda z Galliery

### Vévodkyně Sasko-Kobursko-Gothajská
Po smrti Afrédova strýce Ernesta II., staršího bratra jeho otce, se v roce 1893 stal Mariin manžel novým vévodou Sasko-kobursko-gothajským, poté co se práv k trůnu vévodství zřekl jeho starší bratr, princ waleský Eduard. Po získání tohoto trůnu se zřekl ročního důchodu od britského parlamentu a místa ve Sněmovně lordů. Třebaže byl zpočátku ve své nové zemi považován za cizozemce, podařilo se mu postupně získat oblibu u svých poddaných. Marie byla šťastná, že opustila Londýn. Při oslavách Diamantového jubilea královny Viktorie se jí po technické stránce dostalo zadostiučinění za dřívější nepříjemnosti stran jejího postavení v královské rodině, když – jako manželka německého vévody a suveréna – měla přednost před všemi svými švagrovými.
Nejstarší syn vévodského páru se ve 24 letech (1899) zastřelil; důvod jeho sebevraždy se spatřuje v onemocnění syfilidou, tehdy neléčitelné a především společensky nepřijatelné nemoci. Vévoda Alfréd kladl smrt syna za vinu své ženě, odešel od ní a své hoře utápěl v alkoholu. Skonal rok a půl po svém synovi 30. července roku 1900 ve věku 56 let. Druhý jejich syn zemřel hned po narození, vévoda Alfréd tedy nezanechal po sobě následníka. Na koburský trůn pak nastoupil jeho synovec Karel Eduard, vévoda Albany.

### Smrt
Marie zemřela 20 let po svém manželovi ve věku 67 let v říjnu roku 1920 v Curychu ve Švýcarsku. Pochována byla v mauzoleu na rodinném hřbitově vévodské rodiny u Coburgu.

### Zajímavost
Po Marii Alexandrovně jsou nazvány sladké sušenky Maria, které vznikly roku 1874 v Londýně ve vyhlášeném pekařství Peek Freans na památku svatby Marie Alexandrovny a vévody Alfréda. Oblíbené jsou v Evropě, Latinské Americe i řadě asijských zemí; ve Španělsku po občanské válce byly symbolem hospodářské obnovy, když jich pekařství produkovala velké množství díky velkému nadbytku pšenice a následnému snížení jejích cen.

## Tituly
- Její císařská Výsost velkokněžna Marie Alexandrovna (1853–1874)
- Její císařská a královská Výsost vévodkyně z Edinburghu (1874–1893)
- Její císařská a královská Výsost vévodkyně Sachsen-Coburg-Gotha (1893–1900)
- Její císařská a královská Výsost vévodkyně-vdova Sachsen-Coburg-Gotha (1900–1920)

## Vývod z předků
|                    |                              |  |                                                                                                 |                                                                           |  |  |  |  |  |  |  | Petr III. Ruský |
|                    |                              |  |                                                                                                 |                                                                           |  |  |  |  |  |  |  |                 |
|                    | Pavel I. Ruský               |  |                                                                                                 |                                                                           |  |  |  |  |  |  |  |                 |
|                    |                              |  |                                                                                                 |                                                                           |  |  |  |  |  |  |  |                 |
|                    |                              |  |                                                                                                 | Kateřina II. Veliká                                                       |  |  |  |  |  |  |  |                 |
|                    |                              |  |                                                                                                 |                                                                           |  |  |  |  |  |  |  |                 |
|                    | Mikuláš I. Pavlovič          |  |                                                                                                 |                                                                           |  |  |  |  |  |  |  |                 |
|                    |                              |  |                                                                                                 |                                                                           |  |  |  |  |  |  |  |                 |
|                    |                              |  |                                                                                                 | Fridrich II. Evžen Württemberský                                          |  |  |  |  |  |  |  |                 |
|                    |                              |  |                                                                                                 |                                                                           |  |  |  |  |  |  |  |                 |
|                    | Žofie Dorota Württemberská   |  |                                                                                                 |                                                                           |  |  |  |  |  |  |  |                 |
|                    |                              |  |                                                                                                 |                                                                           |  |  |  |  |  |  |  |                 |
|                    |                              |  |                                                                                                 | Bedřiška Braniborsko-Schwedtská                                           |  |  |  |  |  |  |  |                 |
|                    |                              |  |                                                                                                 |                                                                           |  |  |  |  |  |  |  |                 |
|                    | Alexandr II. Nikolajevič     |  |                                                                                                 |                                                                           |  |  |  |  |  |  |  |                 |
|                    |                              |  |                                                                                                 |                                                                           |  |  |  |  |  |  |  |                 |
|                    |                              |  |                                                                                                 | Fridrich Vilém II. Pruský                                                 |  |  |  |  |  |  |  |                 |
|                    |                              |  |                                                                                                 |                                                                           |  |  |  |  |  |  |  |                 |
|                    | Fridrich Vilém III.          |  |                                                                                                 |                                                                           |  |  |  |  |  |  |  |                 |
|                    |                              |  |                                                                                                 |                                                                           |  |  |  |  |  |  |  |                 |
|                    |                              |  |                                                                                                 | Frederika Luisa Hesensko-Darmstadtská                                     |  |  |  |  |  |  |  |                 |
|                    |                              |  |                                                                                                 |                                                                           |  |  |  |  |  |  |  |                 |
|                    | Šarlota Pruská               |  |                                                                                                 |                                                                           |  |  |  |  |  |  |  |                 |
|                    |                              |  |                                                                                                 |                                                                           |  |  |  |  |  |  |  |                 |
|                    |                              |  |                                                                                                 | Karel II. Meklenbursko-Střelický                                          |  |  |  |  |  |  |  |                 |
|                    |                              |  |                                                                                                 |                                                                           |  |  |  |  |  |  |  |                 |
|                    | Luisa Meklenbursko-Střelická |  |                                                                                                 |                                                                           |  |  |  |  |  |  |  |                 |
|                    |                              |  |                                                                                                 |                                                                           |  |  |  |  |  |  |  |                 |
|                    |                              |  |                                                                                                 | Frederika Hesensko-Darmstadtská                                           |  |  |  |  |  |  |  |                 |
|                    |                              |  |                                                                                                 |                                                                           |  |  |  |  |  |  |  |                 |
| Marie Alexandrovna |                              |  |                                                                                                 |                                                                           |  |  |  |  |  |  |  |                 |
|                    |                              |  |                                                                                                 |                                                                           |  |  |  |  |  |  |  |                 |
|                    |                              |  | Auguste Victor de Senarclens, Seigneur de Grancy, Senarclens, Gollion et de Vufflens-le-Château |                                                                           |  |  |  |  |  |  |  |                 |
|                    |                              |  |                                                                                                 |                                                                           |  |  |  |  |  |  |  |                 |
|                    | Ludvík I. Hesenský           |  |                                                                                                 |                                                                           |  |  |  |  |  |  |  |                 |
|                    |                              |  |                                                                                                 |                                                                           |  |  |  |  |  |  |  |                 |
|                    |                              |  |                                                                                                 | Madelaine de Chandieu, Dame de La Chaux                                   |  |  |  |  |  |  |  |                 |
|                    |                              |  |                                                                                                 |                                                                           |  |  |  |  |  |  |  |                 |
|                    | Ludvík II. Hesenský          |  |                                                                                                 |                                                                           |  |  |  |  |  |  |  |                 |
|                    |                              |  |                                                                                                 |                                                                           |  |  |  |  |  |  |  |                 |
|                    |                              |  |                                                                                                 | Rodolphe Daniel de Loriol, Seigneur de Villars, Etoy, Chaumergy, Montfort |  |  |  |  |  |  |  |                 |
|                    |                              |  |                                                                                                 |                                                                           |  |  |  |  |  |  |  |                 |
|                    | Luisa Hesensko-Darmstadtská  |  |                                                                                                 |                                                                           |  |  |  |  |  |  |  |                 |
|                    |                              |  |                                                                                                 |                                                                           |  |  |  |  |  |  |  |                 |
|                    |                              |  |                                                                                                 | Catherine Tronchin                                                        |  |  |  |  |  |  |  |                 |
|                    |                              |  |                                                                                                 |                                                                           |  |  |  |  |  |  |  |                 |
|                    | Marie Alexandrovna           |  |                                                                                                 |                                                                           |  |  |  |  |  |  |  |                 |
|                    |                              |  |                                                                                                 |                                                                           |  |  |  |  |  |  |  |                 |
|                    |                              |  |                                                                                                 | Karel Fridrich Bádenský                                                   |  |  |  |  |  |  |  |                 |
|                    |                              |  |                                                                                                 |                                                                           |  |  |  |  |  |  |  |                 |
|                    | Karel Ludvík Bádenský        |  |                                                                                                 |                                                                           |  |  |  |  |  |  |  |                 |
|                    |                              |  |                                                                                                 |                                                                           |  |  |  |  |  |  |  |                 |
|                    |                              |  |                                                                                                 | Karolína Luisa Hesensko-Darmstadtská                                      |  |  |  |  |  |  |  |                 |
|                    |                              |  |                                                                                                 |                                                                           |  |  |  |  |  |  |  |                 |
|                    | Vilemína Luisa Bádenská      |  |                                                                                                 |                                                                           |  |  |  |  |  |  |  |                 |
|                    |                              |  |                                                                                                 |                                                                           |  |  |  |  |  |  |  |                 |
|                    |                              |  |                                                                                                 | Ludvík IX. Hesensko-Darmstadtský                                          |  |  |  |  |  |  |  |                 |
|                    |                              |  |                                                                                                 |                                                                           |  |  |  |  |  |  |  |                 |
|                    | Amálie Hesensko-Darmstadtská |  |                                                                                                 |                                                                           |  |  |  |  |  |  |  |                 |
|                    |                              |  |                                                                                                 |                                                                           |  |  |  |  |  |  |  |                 |
|                    |                              |  |                                                                                                 | Karolína Falcko-Zweibrückenská                                            |  |  |  |  |  |  |  |                 |
|                    |                              |  |                                                                                                 |                                                                           |  |  |  |  |  |  |  |                 |